# Перевертні (фільм)
«Перевертні» (англ. Cursed) — американо-німецький містичний фільм жахів 2005 року, над яким працювали творці кіносерії «Крик» — режисер Вес Крейвен і сценарист Кевін Вільямсон. У створенні картини також взяв участь знаменитий майстер зі спецефектів Рік Бейкер («Люди в чорному», «Американський перевертень в Лондоні», «Зоряні війни»).

## Зміст
Однієї місячної ночі брат і сестра Джиммі і Еллі (Джессі Айзенберг і Крістіна Річчі), що їхали на машині по лісовій дорозі, несподівано потрапляють в аварію, причиною якої стала тварина, схоже на вовка. В результаті цього інциденту брат і сестра залишаються майже неушкодженими, проте з тих пір в їхньому житті відбуваються кардинальні зміни.
Вони раптом починають помічати, що стали володіти величезною фізичною силою, що їх почуття і відчуття здобули надзвичайну гостроту, а навколишні почали з особливою увагою ставитися до них. У підсумку Джиммі і Еллі здогадуються, що відбуваються з ними зміни якось пов'язані з тим нещасним випадком.

## Ролі
| Актор            | Роль               |
| ---------------- | ------------------ |
| Крістіна Річчі   | Еллі Майерс        |
| Джессі Айзенберг | Джиммі Майерс      |
| Джошуа Джексон   | Джейк Тейлор       |
| Джуді Грір       | Джоні              |
| Майло Вентімілья | Бо                 |
| Крістіна Анапау  | Брукі              |
| Порша де Россі   | Зела               |
| Шеннон Елізабет  | Беккі Мортон       |
| Майя Геррісон    | Дженні Тейт        |
| Нік Офферман     | офіцер поліції     |
| Скотт Байо       | у ролі самого себе |
| Bowling for Soup | у ролі самих себе  |

## Знімальна група
- Режисер — Вес Крейвен
- Сценарист — Кевін Вільямсон
- Продюсер — Діксі Дж. Кепп, Бред Уестон, Боб Вайнштейн
- Композитор — Марко Бельтрамі